# Cantone di Mennecy
Il Cantone di Mennecy è una divisione amministrativa dell'arrondissement di Évry.
A seguito della riforma approvata con decreto del 24 febbraio 2014, che ha avuto attuazione dopo le elezioni dipartimentali del 2015, è passato da 12 a 28 comuni.

## Composizione
I 12 comuni facenti parte prima della riforma del 2014 erano:
- Auvernaux
- Ballancourt-sur-Essonne
- Champcueil
- Chevannes
- Le Coudray-Montceaux
- Écharcon
- Fontenay-le-Vicomte
- Mennecy
- Nainville-les-Roches
- Ormoy
- Vert-le-Grand
- Vert-le-Petit

Dal 2015 i comuni appartenenti al cantone sono i seguenti 28:
- Auvernaux
- Ballancourt-sur-Essonne
- Baulne
- Boigneville
- Boutigny-sur-Essonne
- Buno-Bonnevaux
- Champcueil
- Chevannes
- Le Coudray-Montceaux
- Courances
- Courdimanche-sur-Essonne
- Dannemois
- La Ferté-Alais
- Fontenay-le-Vicomte
- Gironville-sur-Essonne
- Guigneville-sur-Essonne
- Itteville
- Maisse
- Mennecy
- Milly-la-Forêt
- Moigny-sur-École
- Mondeville
- Nainville-les-Roches
- Oncy-sur-École
- Ormoy
- Prunay-sur-Essonne
- Soisy-sur-École
- Videlles